# Куликов, Евгений Викторович
Евге́ний Ви́кторович Кулико́в (род. 4 декабря 1964, Марьевка, Пензенская область) — советский и российский певец, композитор, поэт, теле- и радиоведущий, вокальный педагог, продюсер. Лауреат международных конкурсов и телефестивалей. Ранее лидер группы «Куликово поле».

## Биография
Родился 4 декабря 1964 года в деревне Марьевка Лунинского района Пензенской области. Место жительства с 1965 года — Пенза, с 1989 — Москва.
В 1978—1986 годах работал в разных пензенских группах: «Последняя надежда» (с 1978 по 1983 годы), «Аттракцион» (1984), «Джаз-Купе» (1986).
В 1986 году окончил Пензенское музыкальное училище, одновременно два отделения — классического вокала и хорового дирижирования.
С 1986 — член Российского Авторского Общества.
В 1986 году начал работать в Пензенской областной филармонии с группой «Джаз-Купе» в программе Олега Байкалова, затем перешёл в коллектив Михаила Русинова и Константина Зотова.
В 1987 году после смены состава музыкантов, была создана новая группа «Маэстро Левенгук», переименованная впоследствии в «Куликово поле».
В 1989 году Евгений Куликов становится победителем телевизионного конкурса «Юрмала-89» с песней «Как все». Как писала пресса, «это был единственный раз за всю мировую историю конкурсов, когда традиции были нарушены и в прямом эфире гала-концерта закрытия на главном телеканале страны лауреат второй премии выступал дважды — во время награждения и в финале. Оба раза Евгений Куликов исполнял свои песни на бис. После завершения прямого эфира овации в зале ещё долго не прекращались и Евгений исполнил песню «Как все» третий раз, после чего восторженная публика, увлекаемая захлестнувшими её эмоциями, ринулась на сцену, сметая всё — декорации, аппаратуру. Его подняли на руки и начали качать. Такой ажиотаж был вызван необычайной артистичностью, обаянием и искренностью, излучаемыми им со сцены».
На конкурсе Евгений исполнял ещё две композиции: «Ночь цветов» (Зигмар Лиепиньш — Янис Петерс) на латышском языке и фрагмент рок-мюзикла «Улица» Владимира Преснякова-старшего на стихи Валерия Сауткина «Жил шутя».
В творческой биографии Евгения и в истории группы «Куликово поле» есть такой, весьма примечательный для того времени эпизод: 30.11.1989 г в ГДРЗ, в записи композиции «Ангел-Хранитель» (муз. Василий Фигаровский, ст. Евгений Куликов), принимала участие струнная группа эстрадно-симфонического оркестра Центрального телевидения и Всесоюзного радио под управлением Александра Михайлова. Надо сказать, участие оркестра в рок-композициях тогда было небывалым событием. Однако музыкантам оркестра этот опыт настолько понравился, что после успешного студийного сотрудничества, оркестр сделал собственные оркестровки нескольких песен группы для выступлений с Евгением Куликовым в качестве солиста. Премьера состоялась в Москве, в Колонном зале Дома союзов, что тогда так же было из ряда вон выходящим действом.
Затем Евгений два года подряд побеждает на международных телефестивалях: «Шлягер-90» (романс «Господа, не бейте зеркала»),
«Шлягер-91» (песня «Бедные голуби»).
В 1989 г., как гость, выступает на Международном Фестивале в Москве «Face to Face»;
В 1990 году на Международном Фестивале «Золотое яблоко» в Алма-Ате;
В 1990 году принимает участие в «Рождественских встречах» Аллы Пугачевой.
с песней «Давай не будем говорить о любви»;
В 1991 году в качестве ведущего на телевизионном конкурсе «Ялта-91» получил специальный приз — костюм Майкла Джексона, который был вручён дизайнером Джексона Глорией Ким.
Был признан лучшим ведущим музыкального шоу.
Затем Евгений выступил ведущим нескольких выпусков телепрограммы «Утренняя почта», новогоднего выпуска «Программы А», фестиваля солдатской песни «Виктория» и других.
В 1992 году выпустил книгу стихов «А на поле Куликовом дожди?».
В начале 1990-х сотрудничал с «Театром песни Аллы Пугачёвой», Эдуардом Михайловичем Смольным.
С 1992 по 2006 год являлся действующим артистом, ведущим и игроком футбольного клуба звёзд российской эстрады «Старко».
В 1993 году состоялись сольные концерты в Театре эстрады в Москве, с телевизионными съёмками и эфирами на Телеканале «Россия» (1994), повторные трансляции: РТР (1996); MUSIC BOX с интервью и комментариями Евгения Куликова (2015)
В 1994 году основал продюсерский центр «Куликово поле».
С 1998 года на «Народном радио» выходил цикл еженедельных авторских программ Евгения «Всемирная игротека», в которой принимали участие российские звёзды.
В качестве композитора работает на телевидении, в кино и рекламе. Евгением Куликовым написана музыка к фильму «Билет в красный театр, или Смерть гробокопателя» (1992), к фестивальному фильму «Хранитель» (2012—2013)
С 2015 года зам. председателя жюри Международного фестиваля-конкурса кинопесни им. поэта Леонида Дербенёва.
Член союза писателей России.
Номинирован на литературную премию «Наследие 2016», «Наследие 2017».
В 2017 году к 30-летию создания группы «Куликово поле» подготовил Юбилейный Творческий вечер — Концерт-спектакль «Прожить несколько жизней».
Продолжает писать песни, пишет книги, преподаёт и продюсирует вокал, занимается бизнесом, гастролирует

## Семья
- Жена: Елена Куликова — семейный психолог, мастер системных расстановок. В прошлом модельер-дизайнер, совместно с супругом владела компанией «ArtLine collection»[16].
- Дети:
  - Дарья — модельер-дизайнер DARIA DASHINA, арт-директор[17], блогер.
  - Анастасия (ТАСИ) — певица в жанре электро-поп, выпускница Института кино и телевидения (ГИТР).
  - Полина — выпускница МПГУ, Факультет педагогики и психологии.

## Группа «Куликово поле»
Состав группы:
- Евгений Куликов — вокал;
- Михаил Русинов — гитара, вокал;
- Василий Фигаровский — бас, губная гармошка, вокал;
- Константин Зотов — гитара, скрипка, вокал;
- Юрий Павлушин — клавишные (до 1991 г.);
- Михаил Насонов — клавишные, саксофон;
- Александр Клещёв — барабаны.

## Дискография
1. 1989 — Евгений Куликов и группа «Маэстро Левенгук» — «Первый, блин!» (Самиздат, МС);
2. 1989 — Евгений Куликов и группа «Маэстро Левенгук» — «Кругозор» № 12 («Мелодия», FD, Г89-13116);[18]
3. 1990 — Евгений Куликов и группа «Маэстро Левенгук» — «Как все?..» («Мелодия», EP, С62 30077 003);
4. 1992 — Евгений Куликов и группа «Куликово поле» — «Куликово поле» («GALA Records», MC);
5. 1992 — Евгений Куликов и группа «Куликово поле» — «Кругозор» № 4-7 («Кругозор (2)», MC, Г92-337-340);[19]
6. 1993 — Евгений Куликов и группа «Куликово поле» — «Любовь на Куликовом поле» (Студия «Союз», MC, SZ MC 0021-93);
7. 1994 — Евгений Куликов и группа «Куликово поле» — «Антология» («APEX Ltd.», CD, AXCD 2-0016);
8. 1995 — «STARCO. Футбольная команда звёзд эстрады России» (сборник) («Бекар Records» & Студия «Союз», МС, CD, SZCD 0394-95);
9. 1995 — «Хит Парад Маяка» — Выпуск 1 (сборник) — «Просто нет тебя» (муз. В. Фигаровский ст. Т. Изотова) («APEX Ltd.» CD, AXCD 2-0057)[20]
10. 1997 — «Любовь — не морковь (2). День защиты мужчин» (сборник) («RDM», CD, CD RDM 708182);
11. 2000 — «АвтоNoNстоп 2» (сборник) — «Как птицы» (муз. В. Фигаровский, ст. Е. Куликов) («Extraphone» CD, Ex 00149)[20]
12. 2002 — Евгений Куликов — «Тот самый» («Куликово поле Records», CD);
13. 2010 — Евгений Куликов и группа «Куликово поле» — «Video Live» («Куликово поле Records», DVD);
14. 2011 — Евгений Куликов — «Лучшие песни» («Куликово поле Records», СD).
15. 2018 — Герои 90х (сборник) («Очень деловые люди» — «Герои 90х», CD MP3)[21]
16. 2024 — Переизданы отреставрированные записи альбомов прошлых лет на всех музыкальных стримминговых площадках

## Награды
- 1989 год — лауреат, обладатель второй премии на международном телевизионном конкурсе «Юрмала-89» и специальный приз журналистов за лучший текст песни «Как все»);
- 1990 год — лауреат международного телефестиваля «Шлягер-90» (Ленинград) — романс «Господа, не бейте зеркала»;
- 1991 год — лауреат международного телефестиваля «Шлягер-91» (Ленинград) — песня «Бедные голуби».

## Память
21 июля 2023 года в Пензе в «Доме Бадигина» открылась выставка, посвящённая истории местных рок-коллективов. Почётное место на выставке было отведено группе «Куликово поле».